# Бауэр, Джон (музыкант)
Джон Бауэр — канадский автор современной христианской музыки, лидер культа и автор песен, родом из Сент-Альберт, Альберта, Канада.
Бауэр ведёт богослужения, выступает с речами и ежегодно даёт более 100 концертов по всему миру. Некоторые из его самых известных песен — «Приди и спаси нас», «Во веки веков», «Пробудись», «Податель благодати» и «Молись».
После гастролей, раз в месяц Джон проводит богослужение в родной церкви Святого Альянса Альберта.

## Карьера
Бауэр — культовый артист, который постоянно гастролирует по всему миру, выступая на концертах, в церквях и школах каждую неделю. Его песни поют в церквях по всему миру каждые выходные. На счету Бауэра шесть альбомов. Новейший альбом «Roots of Worship» — это звучащий в стиле фолк-культа альбом, включающий в себя многие из 10 лучших песен, исполняемых в церквях по всему миру. Предыдущий альбом Бауэра «Forevemore» был удостоен канадской премии Он также был номинирован на премию Juno Awards 2012 года за «современный христианский Альбом года».

## Дискография
- Life of Worship (2005)
- Surround (2007)
- Giver of Grace — Kids Worship: Volume 1 (2008)
- Light of Another World (EP) (2009)
- Forevermore (2011) (Canadian Release)
- Come and Save Us — Kids Worship: Volume 2 (2011)
- Forevermore (2012) (US Release)
- Roots of Worship (2013)

## Награды

#### Премия Джуно
- Номинант 2012 года, Лучший Современный Христианский / Евангельский Альбом: Навсегда

#### Западно-Канадская Музыкальная Премия
- Номинант 2008 года, выдающаяся современная христианская / евангельская запись: Окружать
- Номинант 2012 года, выдающаяся современная христианская / евангельская запись: Навсегда

#### Независимая Музыкальная Премия
- 2009 «Surround» номинирован на 8-ю ежегодную независимую музыкальную премию за современный христианский альбом.
- 2012 «Forevermore» удостоен независимой музыкальной премии The Contemporary Christian Album of the Year.